# Tallholmen (vid Storkanskog, Kyrkslätt)
Tallholmen är en ö i Finland. Den ligger i Finska viken och i kommunen Kyrkslätt i landskapet Nyland, i den södra delen av landet. Ön ligger omkring 29 kilometer sydväst om Helsingfors.
Öns area är 19,9 hektar och dess största längd är 0,8 kilometer i sydväst-nordöstlig riktning.